# Alexander Eduardowitsch Schmidt
Alexander Eduardowitsch Schmidt (russisch Александр Эдуардович Шмидт; * 12. Märzjul. / 24. März 1871greg. in Astrachan; † 9. August 1939 in Taschkent) war ein russischer Arabist und Hochschullehrer deutscher Herkunft.

## Leben
Schmidt, Sohn eines Militärarztes mit erblichem Adelstitel, besuchte das 1. Tifliser Humanistische Gymnasium, das er 1889 mit einer Goldmedaille verließ. Darauf studierte er an der Orientalistik-Fakultät der Universität St. Petersburg. 1894 schloss er das Studium in der Arabisch-Persisch-Türkisch-Abteilung mit einem Diplom 1. Klasse ab. Er war ein Schüler Viktor von Rosens. Aufgrund seiner Sprachbegabung kannte er Französisch, Englisch, Deutsch, Niederländisch, Italienisch, Spanisch, Latein, Altgriechisch, Alt- und Neuhebräisch und Usbekisch. Schmidt blieb an der Universität, um sich auf die Professorenlaufbahn vorzubereiten. 1896 nach bestandenem Magisterexamen erhielt er ein zweijähriges Auslandsstipendium, das er für weitere Studien bei Ignaz Goldziher in Budapest, Joseph von Karabacek an der Universität Wien und Michael Jan de Goeje an der Universität Leiden benutzte. 1897 veröffentlichte er seine erste wissenschaftliche Arbeit zur Arabistik.
1898 wurde Schmidt Privatdozent an der Orientalistik-Fakultät der Universität St. Petersburg und hielt Vorlesungen über arabische Sprache und Islamkunde. 1899 veröffentlichte er eine kritische Analyse des Buches Der Islam und seine Zukunft des Orientalisten und Schriftstellers A. J. Krymski. Neben seiner Lehrtätigkeit war Schmidt Inspektor des Alexander-Lyzeums und später Redaktionssekretär der Sankt-Peterburgskije Wedomosti. Von 1907 bis 1920 arbeitete er in der Russischen Öffentlichen Bibliothek, wo er vom Seniorassistenten bis zum Assistenten des Direktors aufstieg. Ab 1912 arbeitete er für die neue von Wassili Wladimirowitsch Bartold herausgegebene Islamzeitschrift Mir Islama der Kaiserlichen Gesellschaft für Orientalistik. Oft hielt er Vorträge in der Ostabteilung der Russischen Archäologischen Gesellschaft in St. Petersburg und im Lasarew-Institut für Orientalische Sprachen in Moskau. 1914 verteidigte er erfolgreich seine Magisterdissertation über asch-Schaʿrānī und sein Buch der zerstreuten Perlen. Im September 1917 wurde Schmidt außerordentlicher Professor an der Universität Petrograd.
Nach der Oktoberrevolution wurde Schmidt 1918 zum ordentlichen Professor an der Orientalistik-Fakultät der Universität Petrograd gewählt. Ab Oktober 1918 arbeitete er in Moskau an der ethnologisch-linguistischen Fakultät des Lasarew-Instituts für Orientalische Sprachen, wo er eine Vorlesung über Islamisches Recht und Islamkunde hielt. 1920 wurde er Mitglied des Kollegiums der Orientalisten am Asiatischen Museum der Akademie der Wissenschaften und 1925 korrespondierendes Mitglied der Akademie.
Seit Ende 1917 hatte sich Schmidt mit anderen Vertretern der wissenschaftlichen Gesellschaften an der Arbeit des Organisationskomitees für die Planung der zu gründenden Turkestanischen Staatlichen Universität in Taschkent beteiligt. Am 31. August 1919 wurde Schmidt zum Vizerektor dieser Universität gewählt, so dass er am 17. Januar 1920 in dieser Funktion zusammen mit einer ersten Gruppe von Professoren nach Taschkent geschickt wurde. Neben der Auswahl des Lehrpersonals sorgte er für die Vervollständigung der Universitätsbibliothek. Von Ende 1920 bis Mitte 1921 war er Dekan und Professor der  historisch-philologischen Fakultät der turkestanischen Universität. Daneben war er ab April 1920 Professor und ab Dezember 1920 Rektor des gleichzeitig in Taschkent gegründeten Orientalistik-Instituts (bis Mitte 1921). Im September 1920 nach dem Sturz des Regimes des Emirs von Buchara reiste er mit einer Orientalistengruppe (Bartold, Wassili Lawrentjewitsch Wjatkin u. a.) nach Buchara, um die Denkmäler der Vergangenheit zu untersuchen und Maßnahmen zu ihrem Schutz zu ergreifen. 1920–1921 war er Mitglied der wissenschaftlichen Kommission zur Erforschung des Alltagslebens der indigenen Bevölkerung Turkestans. 1922 beteiligte er sich an der Expedition nach Türkistan zur Untersuchung des Mausoleums von Hodscha Ahmad Yasawi. Von August 1922 bis Februar 1923 war er Vizevorsitzender des Staatlichen Wissenschaftsrats beim Volkskommissariat für Bildung der Autonomen Sozialistischen Sowjetrepublik Turkestan. Im Juli 1923 nahm er im Auftrag der turkestanischen Führung an der Überführung des kufischen Samarqander Uthman-Korans aus Ufa nach Taschkent teil. Auch beteiligte er sich an den Forschungsexpeditionen nach Kirgisistan und Turkmenistan. 1923 wurde die Turkestanische Universität die Zentralasiatische Staatliche Universität (SAGU), in die das Orientalistik-Institut als Orientalistik-Fakultät eingegliedert wurde. 1925 wurde Schmidt als Einziger aus der Usbekischen SSR zum Korrespondierenden Mitglied der Akademie der Wissenschaften der UdSSR (AN-SSSR) gewählt.
Im Mai 1931 wurde Schmidt auf Beschluss der Taschkenter OGPU verhaftet, im Oktober 1931 nach Artikel 58 des Strafgesetzbuches der RSFSR verurteilt und im Januar 1932 zusammen mit 10 weiteren Professoren bzw. Dozenten der Orientalistik-Fakultät nach Alma-Ata verbannt. Darauf wurde die Orientalistik-Fakultät der SAGU geschlossen, und im März 1931 wurde das Arabisch-Studium an der SAGU abgebrochen.
Im April 1933 wurde auf Beschluss der Regierung der Usbekischen SSR die Staatliche Öffentliche Bibliothek in Taschkent die zentrale Sammelstelle für Handschriften. Darauf kamen in großer Zahl Handschriften aus den Bibliotheken und Einrichtungen aller Städte der Republik. Zur Erfassung, Einordnung und Untersuchung der Handschriften wurden im Mai 1933 A. A. Moltschanow, im Juni 1934 Schmidt und im Mai 1936 Alexander Alexandrowitsch Semjonow eingestellt. Im Auftrage des Instituts für Orientstudien der AN-SSSR arbeitete Schmidt an einer kritischen, kommentierenden Ausgabe des Buches über die Grundsteuer des Richters Abū Yūsuf aus der Zeit Hārūn ar-Raschīds.
1938 wurde Schmidt erneut verhaftet. Er gestand, eine konterrevolutionäre Sabotagegruppe von Fakultätsmitgliedern gegründet zu haben, und starb, bevor er verurteilt wurde.

## Ehrungen
- Russischer Orden der Heiligen Anna II. Klasse[3]
- Sankt-Stanislaus-Orden II. Klasse[3]